# ۷۵۵ (پیش از میلاد)
۷۵۵ (پیش از میلاد) ۷۵۵مین سال قبل از تقویم میلادی است.